# Karl Wilhelm von Oesfeld
Karl Wilhelm von Oesfeld (* 28. Juni 1781 in Berlin; † 2. November 1843 ebenda, bis 1786 Karl Wilhelm Oesfeld) war ein deutscher Topograf und Kartograf.

## Leben
Seine Eltern waren der 1786 in den Adelsstand erhobene preußische Geheime Rat und Kartograf Carl Ludwig von Oesfeld und dessen Ehefrau Anna Katharina Gerlach (1753–1808). Nach dem Besuch der Königlichen Militärakademie trat er 1801 als Fähnrich in das Regiment von Arnim ein, wurde 1804 Leutnant und widmete sich topographischen Arbeiten. Als gemäß den Bestimmungen des 1807 von Frankreich erzwungenen Friedens von Tilsit die meisten preußischen Regimenter aufgelöst wurden, wurde auch er 1809 verabschiedet. Als Friedrich Wilhelm III. 1810 den Hauptmann Textor (1765–1811) mit der Ausführung der trigonometrischen Vermessung der Marken, von Pommern und Schlesien beauftrage, wurde Oesfeld als Gehilfe zugeordnet und trat nach Textors Tod 1811 an dessen Stelle. Im selben Jahr wurde er als Leutnant beim 1. Westpreußischen Regiment reaktiviert. Bei der Reorganisation der Armee im Jahr 1813 wurde er Adjutant des Prinzen Wilhelm von Preußen im Stabe Blüchers. 1814 nahm er als Stabskapitän zur Grenzregulierung am Wiener Kongress teil. 1820 wurde er Major und zum Dirigenten des trigonometrischen Büros des Generalstabs ernannt. 1841 wurde er als Oberst pensioniert.
Oesfeld gab zahlreiche Werke auf dem Gebiet der Geographie, Topographie und Trigonometrie heraus. Er stand mit den berühmtesten Geographen seiner Zeit in Verbindung, u. a. mit Alexander von Humboldt, Carl Ritter, Heinrich Berghaus, Johann Heinrich von Mädler und Daniel Gottlob Reymann. Oesfeld besaß eine aus etwa 30 000 Blättern bestehende Sammlung von Karten, Grundrissen und Zeichnungen, die die ältesten seltenen kartographischen Werke enthielt und 1852 von Napoleon III. für die kaiserliche Bibliothek erworben wurde. Oesfeld wurde auf dem  Bornstedter Friedhof begraben.

## Familie
Oesfeld heiratete am 30. November 1815 Friederike Amalie Elisabeth von Stanckar (* 15. Januar 1785; † 19. Februar 1870), eine Tochter des Majors Friedrich Gottlob von Stanckar (1754–1823). Das Paar hatte drei Söhne und eine Tochter. Ab 1825 bewohnte die Familie das Haus der Familie Stanckar am Pariser Platz 1 neben dem Brandenburger Tor in Berlin.

## Ehrungen
- Ritter des Eisernen Kreuzes II. Klasse, 1813
- Ritter des kaiserlich-russischen St. Wladimir-Ordens[7]

## Werke (Auswahl)
- Geographische Darstellung der europäischen Meilen, soweit deren Größe sicher bekannt, im Maßstabe von 1/100 000, 1831
- Litteratur der besseren Karten der Niederlande, 1832
- Litteratur der besseren Karten der Schweiz, 1833
- Der Brocken für Harzreisende, 1834
- Tafel zur unmittelbaren Verwandlung mehrerer Längenmaße in Pariser Fuße etc., 1836
- Verzeichniß der Autoren von den vorzüglichsten Landkarten europäischer Landestheile
- Kartenindex, nach den Hauptländern geordnet, mittelst des Verhältnisses der Maßstäbe zur natürlichen Länge
- G. D. Reymann’s topographische Special-Karte von Central-Europa (Fortsetzung der von Reymann begonnenen Arbeit)